# Cholovocera sardoa
Cholovocera sardoa là một loài bọ cánh cứng trong họ Endomychidae. Loài này được Reitter miêu tả khoa học năm 1911.